# Греческий вкус

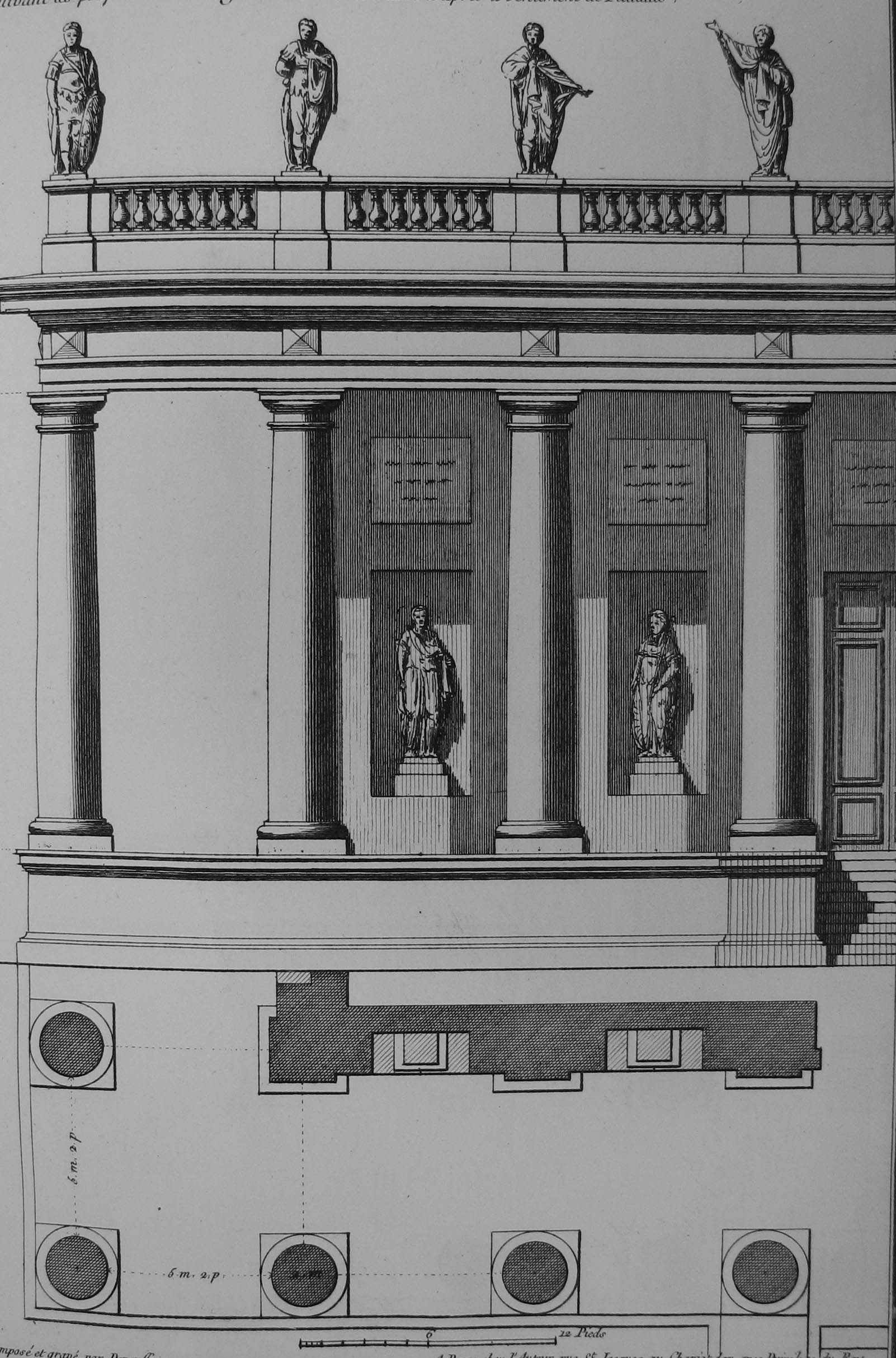
Ж. Фр. де Неффорж. Тосканский портик. Иллюстрация из «Recueil elementaire d′architecture». Т. 1, 1757

Гре́ческий вкус (фр. goût grec) — название стилевого течения в европейском искусстве конца 1750-х — 1770-х годов, ориентированного на древнеримские и древнегреческие образцы, вновь открытые раскопками Помпей и Геркуланума и путешественниками в забытые древние города Сирии и Греции. В наше время это течение рассматривают в качестве первого этапа западноевропейского неоклассицизма (в России — раннего классицизма). Это стилевое течение подчас неверно идентифицируется с поздним рококо 1760-1770-х годов и без всяких оснований объединяется со «стилем Людовика XVI» — одной из составляющих французского неоклассицизма середины и второй половины XVIII века.
Самым первым образцом «греческого вкуса» принято считать кабинет Лалива де Жюлли в Париже, созданный в 1756 году де Шедевиллем совместно с другими авторами. От него сохранилась только мебель, которая имеет уже все признаки наступающего классицизма: античные гирлянды, узоры из меандров и т. п.

## Предпосылки
Пробуждение интереса к античному искусству связано с несколькими причинами. Первая — усталость от вычурности стиля рококо. Интерьеры, оформленные в стиле рококо были красивы, изящны, роскошны, но их было уже слишком много, и они казались однообразными (чтобы убедиться, достаточно пролистать два тома грандиозного труда  Ж.-Ф. Блонделя «De la distribution des maisons de plaisance et de la decoration des edifices en general» 1737 г.). Хотелось новизны. К тому же в просвещенной части французского общества появились апологеты рациональности, которые не могли принять модные новации современных им архитекторов за их вычурность и нелогичность. Архитектор Ж. Бофран, называя господствующий стиль его времени «дурной модой», в 1745 году обрушивался на неё почти с ругательствами: «Мода — тиран вкуса… Мода видоизменила формы и очертания всех частей зданий и использовала неясное смешение кривых и прямых линий без различения,… использованы они по делу или нет»! Но Бофрана можно упрекнуть в том, что он сам этой моде следовал. Более последовательным в своих действиях был  Ж.-Ф. Блондель, который рано начал пропагандировать рациональную архитектуру, то есть, следуя Витрувию, архитектуру логичную и разумную, в которой все составляющие были неотъемлемой частью целого и имели пропорции, определенные их функцией.

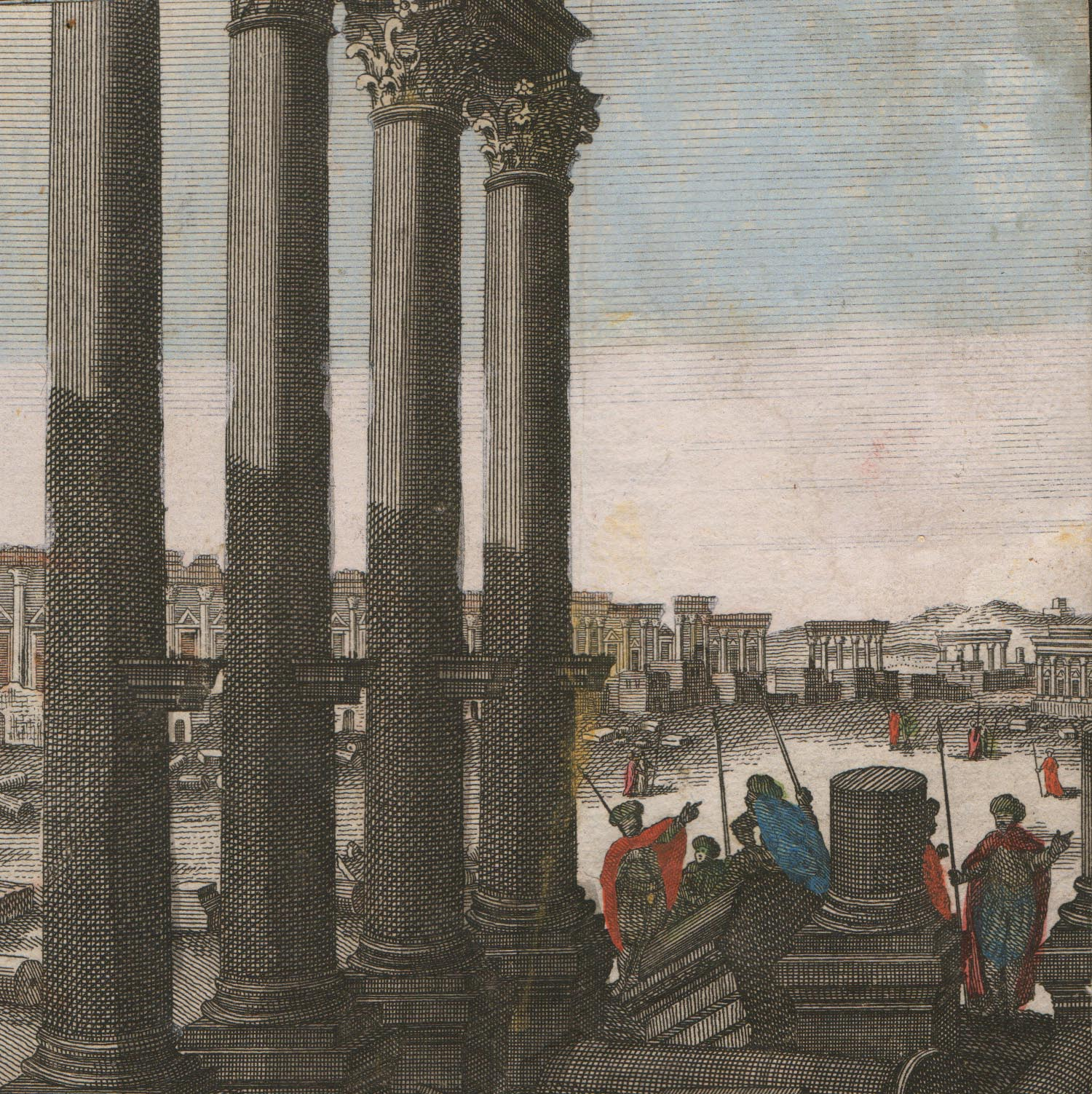
Неизвестный автор. Храм солнца в Пальмире. 1760-1770-е гг.

Наконец, третья причина — появление новых сведений об античных городах, прежде не известных или не доступных европейцам. В 1750-1760-х гг. в Европе были изданы описания Пальмиры, Баальбека и Афин с великолепными гравированными иллюстрациями и подробными обмерами.
Но в первую очередь речь должна идти о Помпеях и Геркулануме, раскопки которых в 1740-50-х гг. активизировались. Они могли дать не только представление о жилищах богатых римлян (до этого знания были гипотетическими, и реконструкции античных домов, выполненные А. Палладио, являлись большей частью плодом его фантазии), но в них в больших количествах находили предметы интерьерного убранства, не известные ранее. Так, в описании древностей Геркуланума 1754 г. читатели могли найти не только информацию, но и увидеть изображения театра, «некоего публичного здания, считающегося городским форумом, и двух храмов», гробниц, античных ламп, ваз, треножников, столика на одной ножке и неизвестной ранее статуи Нонния Бальба (Nonnius Balbus). Все эти новости произвели взрыв энтузиазма. Архитекторы бросились проектировать дома по вкусу греков, а современные художники, мебельщики, бронзовщики и прочие представили на рынок многочисленные произведения в новейшем вкусе, которые считались настоящими греческими только потому, что отличались строгим геометризмом форм и наличием декоративных мотивов, взятых в арсенале древних мастеров.
Одновременно с этим в Европе стала формироваться «греческая теория» о превосходстве Греции над Римом. Один из теоретиков неоклассицизма М.-А. Ложье по этому поводу сообщал в 1755 г.: «Тосканский и композитный ордера — это не что иное, как заимствование и отличаются они от предшествующих (то есть дорического, ионического и коринфского — авт.) только случайным стилем. Тосканский ордер — это всего лишь грубый дорический, а композитный — это довольно приятное смешение ионического и коринфского. Стало быть, архитектура немногим обязана римлянам, и единственно обязана грекам всем тем, что она имеет ценного и основательного». П.-Ж. Мариетт, более категоричный в своем отношении к римлянам, считал их вообще колонизаторами греков и этрусков, усвоившими правила предшественников и доведшими искусство до крайней роскоши. Дошло до того, что ниспровергая прежних авторитетов, новые европейцы осмелились критиковать даже Палладио! Р.Сайер сокрушался в предисловии к своим «Руинам Афин» (1759), что даже лучшие комментаторы Витрувия, единственного авторитета, «абсолютно неточны и противоречивы и отклоняются от его рисунка в архитектуре», и «теперь редко встретишь композицию, достойную его имени». В свете же новых открытий казалось, что достаточно отбросить всю римскую роскошь и величие, перестать использовать композитный и тосканский ордера, спустить колонны с пьедесталов на землю и насадить на них треугольные фронтоны, как греческая архитектура будет восстановлена.

## Декор в греческом вкусе

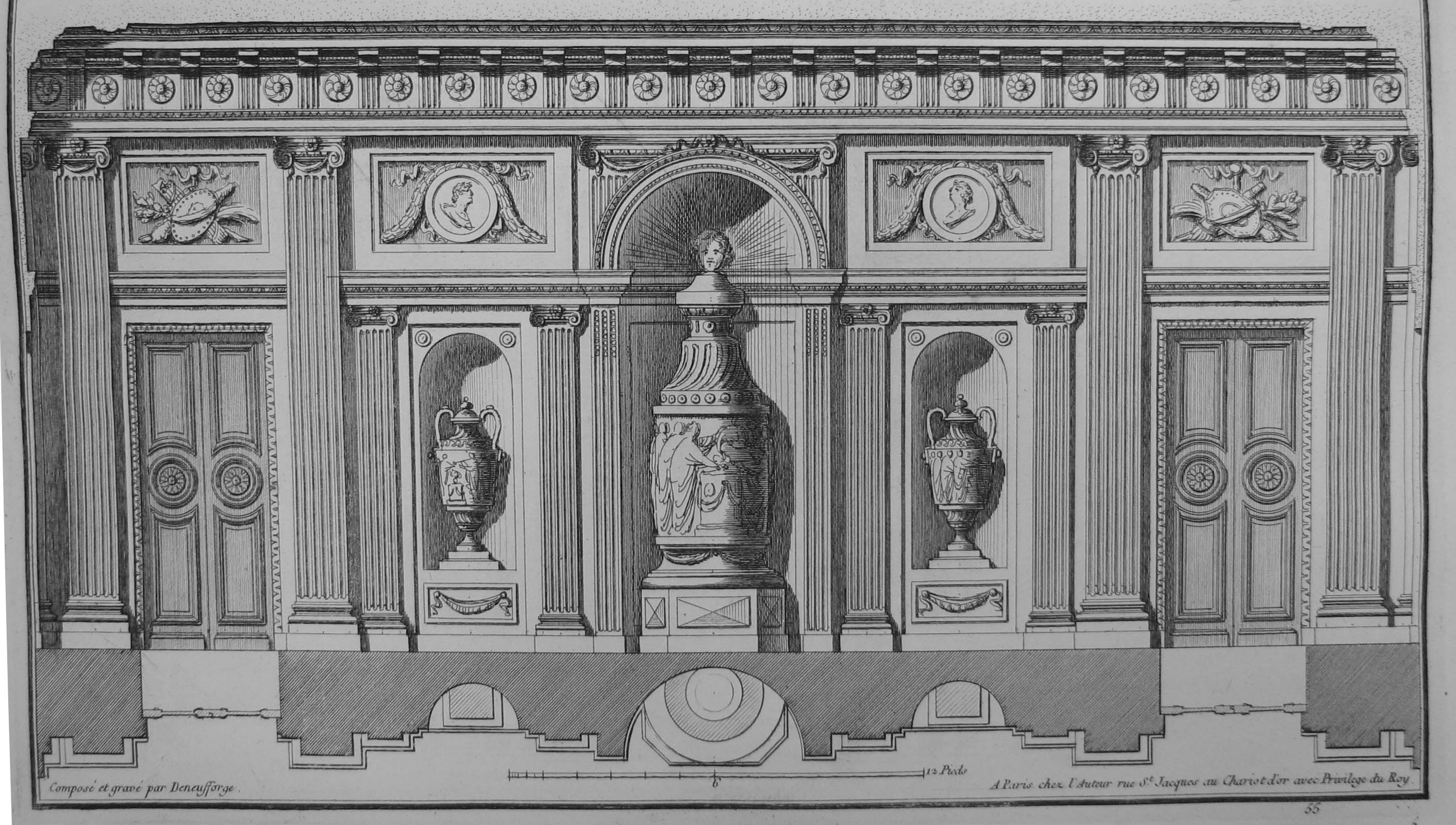
Ж. Фр. де Неффорж. Проект большого зала. Иллюстрация из «Recueil elementaire d′architecture». Т. 1, 1757

Ф. М. Гримм в 1763 г. уже констатировал, что «ныне все делают а ла грек. Декор фасадов и интерьеров, мебель, ткани, украшения — всё теперь греческое в Париже. С архитектуры мода перешла в модные лавки; наши дамы причесываются по-гречески, наши кавалеры сочтут себя опозоренными, если не имеют табакерки в греческом вкусе».

### В архитектуре
Многочисленные примеры архитектуры по-гречески можно найти в многотомном труде Ж. Фр. Неффоржа, публикация которого началась в 1757 г., а образцы обстановки — в первых увражах Ж. Ш. Делафосса.
Образцом нового вкуса должен был стать фасад церкви Мадлен в Париже, составленный архитектором Контан д′Иври в 1761 г. под влиянием палладиевой реконструкции Храма Солнца. Сам автор гордо писал о своем творении, что портик храма греческой архитектуры «может стать во Франции очень новым». Из-за экономических трудностей строительство затянулось, а Революция приостановила его. Закончен храм был только в XIX в. совершенно другим архитектором. Но даже неосуществленный проект оказал влияние на дальнейшую европейскую архитектуру.
Под его влиянием, в частности, создан портик Троицкого собора Александро-Невской лавры и даже ещё более поздний портик Голландской церкви на Невском проспекте.

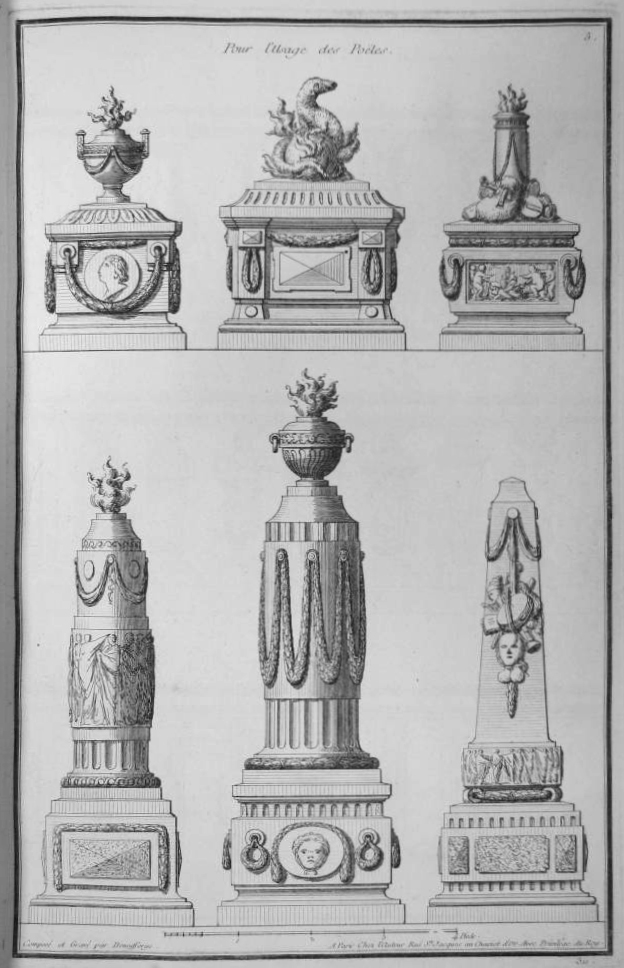
Ж.Фр.де Неффорж. Проект печей. Иллюстрация из «Recueil elementaire d′architecture». Т. 5, начало 1760-х

### Произведения искусства
Вкусы публики менялись на глазах. То, что сегодня было модно, послезавтра казалось устаревшим.
Екатерина II, заказав в конце 1760-х гг. в Париже роскошный серебряный сервиз (позднее она подарила его Григорию Орлову, ныне он известен как «Орловский»; сохранившиеся предметы находятся в Государственном Эрмитаже) и получив вскоре эскизы, вынуждена была потребовать изменений. Об этом мы узнаем из ответного письма мастера Роэтье за 7 апреля 1770 г.: «…поскольку Е. И. В. желает, чтобы отказались от всех видов фигур и картелей, мы приложим все усилия, чтобы заменить их античными украшениями и следуя лучшему вкусу, согласно пожеланиям; это так же убавит цену, и этого можно достичь двумя способами, так как все фигуры способствуют только увеличению расходов, но не прибавляют ничего к достоинству вещи…» (цит. по документу из РГИА, оригинал на франц. яз.).
Декоративные элементы
Наиболее характерными элементами нового направления в искусстве стали меандр, античные венки и гирлянды, «полотенца» и козлиные головы, которыми украшали мебель и очень модный предмет — курильницы (или вазы-ароматницы). И многие новопостроенные здания оказались буквально завешены медальонами с античными профилями. Их мы находим даже на зданиях, с новым вкусом никак не связанных. Например, на фасадах Строгановского дворца на Невском проспекте в Петербурге.
Интерьер и мебель
Вообще же, новые произведения создавались на контрасте с прежними. Так, мебель в стиле рококо отличалась пластичностью, было трудно понять, где начинается подлокотник, ножка. Мебель в новом вкусе имела уже строгие геометрические формы и казалась собранной из конструктора. В отделке прежних интерьеров, выполненных с крайним изяществом, преобладали мотивы завитка (рокайли и картели). Новые интерьеры отличались от прежних своими лапидарными формами, и в набор декоративных элементов вошли архитектурные детали: тяжелые консоли, сандрики. Сами же стены во многих случаях оставались абсолютно гладкими.

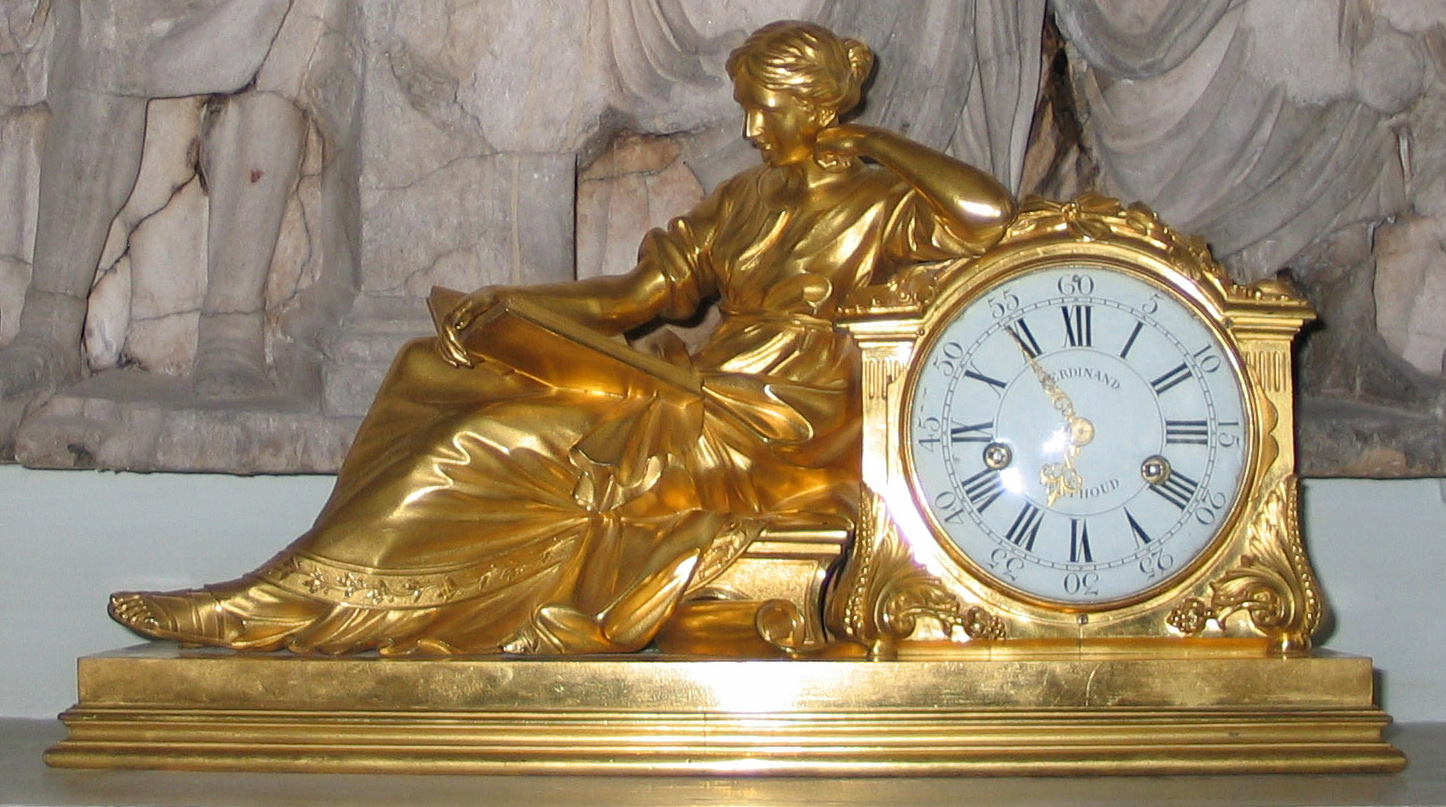
Часы «Учение» — образец «греческого вкуса» во французской декоративной бронзе. Модель Л. Гийара 1758. ГМЗ «Гатчина»

Новая мода принесла в искусство и, следовательно, в вещное окружение человека большое разнообразие, поскольку это было время экспериментов на античную тему. Точных сведений о том, как выглядели памятники древности, всё же было недостаточно, к тому же фантазия художников не хотела ограничиваться только предлагаемыми образцами. Поэтому на смену однообразным печам в форме раковины пришли печи-колонны, печи-вазы, обелиски, пирамиды и даже печи-гробницы. Такие же однообразные консольные часы в деревянных корпусах с позолоченным бронзовыми накладками были заменены часами скульптурными в виде античных фигур. Появились часы-ротаторы в форме античной урны с обвивающей её змеей, служащей одновременно часовой стрелкой. Часы выполнялись в облике колонны, паркового павильона и т. п.

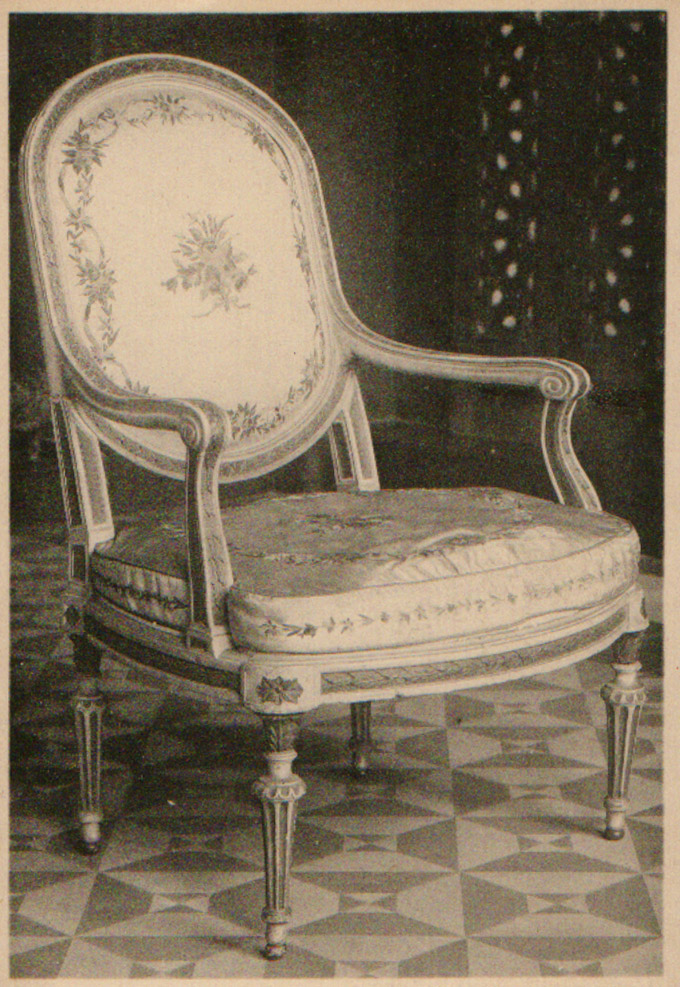
Кресло по моде 1760-70-х гг. Фото с открытого письма, С.-Пб, 1910-е

На первых порах предметы в «живописном» и новейшем или «греческом» вкусах сосуществовали на равных как в интерьерах, так и в увражах. Именно так они представлены в «3me Volume de l′oeuvre de J. Ch. Delafosse» 1760-х гг. Постепенно новое стало привычным, затем единственно возможным, а когда-то модное ушло в прошлое.